# Medicosma cunninghamii
Medicosma cunninghamii là một loài thực vật có hoa trong họ Cửu lý hương. Loài này được (Hook.) Hook. f. mô tả khoa học đầu tiên năm 1862.